# Make It Happen (singel Edyty Górniak)
Make It Happen – singel polskiej piosenkarki popowej Edyty Górniak promujący album Invisible, wydany 22 września 2003 roku przez wydawnictwo muzyczne Virgin Records. Singel został wydany wyłącznie na terenie Wielkiej Brytanii.
Twórcami kompozycji są Paul Wilson, Andy Watkins oraz Tracy Ackerman.

## Lista utworów
Opracowano na podstawie materiału źródłowego.
1. „Make It Happen” –  4:09
2. „How Do You Know” – 4:14
3. „Cross My Heart” – 3:38